# Ancylorhynchus longicornis
Ancylorhynchus longicornis är en tvåvingeart som först beskrevs av Ignaz Rudolph Schiner 1867.  Ancylorhynchus longicornis ingår i släktet Ancylorhynchus och familjen rovflugor. Inga underarter finns listade i Catalogue of Life.